# Gounwolaila District
Gounwolaila District är ett distrikt i Liberia. Det ligger i regionen Gbarpolu County, i den centrala delen av landet, 140 km nordost om huvudstaden Monrovia.